# Resident Evil
Pour les articles homonymes, voir Resident Evil (homonymie) et Biohazard.
Resident Evil, connue au Japon sous le nom Biohazard (バイオハザード, Baiohazādo), est une série de jeux vidéo d'aventure, action et réflexion de type survival horror. La franchise appartient à la société japonaise Capcom.
Elle fait ses débuts sur PlayStation en 1996. Grâce à son succès, de nombreuses suites sont réalisées, sur la plupart des consoles. Resident Evil est une série importante dans l'industrie du jeu vidéo, et Nintendo convoite des contrats d'exclusivité. La série connaît un succès mondial et s'est écoulée à plus de 167 millions d'exemplaires en décembre 2024.

## Préambule
Raccoon City, paisible petite ville, de plus de 100 000 habitants, du Midwest des États-Unis, dont la stabilité économique ne repose que sur la multinationale pharmaceutique Umbrella Corporation, est le théâtre d'étranges disparitions. Des dizaines de personnes sont enlevées et ne sont jamais retrouvées. Les efforts de la police restent vains. Cependant, des témoins affirment avoir vu des groupes d'une dizaine de personnes, certains affirment que les victimes auraient été dévorées.

### Les Zombies

Logo de l'Umbrella Corporation.

À quelques kilomètres de Raccoon City existe un manoir où des scientifiques de Umbrella Corporation travaillent. Ils y font des tests pour créer un procédé permettant de créer des créatures plus résistantes aux balles, plus intelligentes et plus endurantes. En clair, Umbrella veut transformer un organisme vivant en arme de combat. Les recherches durent plusieurs mois, jusqu'au jour où survient un accident. Le docteur James Marcus, fondateur de Umbrella Corporation, trahi par ses collaborateurs, voulut se venger de la firme. Tous les habitants du manoir sont infectés et subissent peu à peu les conséquences de cette exposition au produit inachevé en devenant des êtres dépourvus de pensées ou de logique et agissant selon leur seul et unique instinct primaire : le besoin de manger. L'équipe Bravo des S.T.A.R.S. de Raccoon City arrive en reconnaissance par hélicoptère, mais le contact est soudainement perdu. C'est alors qu'intervient l'équipe Alpha, dont les membres font face à des chiens enragés, et le pilote les abandonne au fin fond de la forêt attenante au manoir…
Les personnages se retrouvent alors coincés dans ce manoir obscur, et déjà, un membre de l'équipe disparaît. Un coup de feu retentit dans le hall et le personnage (choisi en début de partie, accompagné ou non selon le choix précédent) doit rechercher l'origine du coup de feu. Le jeu démarre alors vraiment avec l'apparition du premier Zombie.

### Virus T
Créé par Umbrella Corporation, le Virus T est un bactériophage T (virus n'infectant que certaines bactéries) qui, après des modifications génétiques, acquiert la capacité de parasiter les organismes eucaryotes et procaryotes, quel que soit le règne auquel ils appartiennent : animaux (notamment l'Homme), champignons, végétaux et protistes (êtres vivants mobiles et unicellulaires). Chez les vertébrés, le virus voyage par la circulation sanguine avant de proliférer dans les tissus richement vascularisés, tels que le cerveau et les muscles.
Après une période d'incubation de plusieurs jours, les symptômes physiques deviennent évidents. Des parties plus profondes du cerveau sont attaquées, voire littéralement détruites, pendant que le virus dissout progressivement les lobes frontaux, laissant le cerveau dans un état très primaire pour régir le comportement de l'individu infecté. Le virus endommage également l'hypothalamus et la pléthore résultante de neurotransmetteurs, d'enzymes, et d'hormones telles que la noradrénaline et la dopamine, combinée avec les symptômes douloureux de l'infection, induisent une fureur et une faim psychotiques chez les victimes de ce virus.
Le Virus T détruit également d'autres secteurs du système nerveux. Ces dommages combinés avec le dégagement d'endorphine détruisent les sens de la victime, en particulier le sens de la douleur. Une déshumanisation de l'individu est amorcée avec la propagation du virus, détruisant la mémoire, l'esprit, laissant pour seul but la survie. Une survie nécessitant un apport en protéines, la combinaison de plusieurs ADN entraînant des mutations génétiques sur les détenteurs du Virus T. Ainsi, un contaminé absorbant l'ADN d'une proie peut acquérir plus de puissance et surtout continuer à "vivre", néanmoins ces effets se dissipent dans le temps et l'apport est nécessaire pour la survie des organismes vivants contaminés. Le virus infecte d'autres tissus oxygénés tels que les muscles et la peau de la victime qui commencent à se nécroser, tandis que les muscles pourrissent jusqu'à ce que le patient ne puisse plus se déplacer. Ces symptômes, combinés avec les dommages du cerveau, zombifient l'individu infecté. Aussi, le virus est transmis par les fluides corporels, tels que la salive et le sang. Pourtant, une exposition continue à un environnement contaminé entraîne les mêmes effets à long terme : une désinfection complète est nécessaire pour parer à la propagation du virus dans l'organisme.
Le processus complet de destruction des cellules vivantes peut prendre plusieurs semaines, cependant la victime sera morte cérébralement seulement quelques jours après la contamination. Sans traitement prompt, l'euthanasie ou la destruction du cerveau sont les seuls recours contre le Virus T. La contamination entraîne aussi une cataracte donnant au porteur du virus des yeux blancs et vitreux.

### L'apocalypse
Mais des événements plus problématiques ne tardent pas à se déclarer : des habitants de la ville de Racoon se transforment en ce qu'on pourrait qualifier de « Zombies » affamés de chair humaine.
Alors que de plus en plus de gens sont touchés par ce mal étrange, le gouvernement américain place la ville sous loi martiale et ferme ses portes, l'isolant complètement du reste du monde, cherchant une solution contre la pandémie. Cette solution sera la destruction de la ville par un missile atomique. Les survivants jurent par la suite de révéler au monde les activités génétiquement inhumaines d'Umbrella, qui fermera finalement ses portes après que certains d'entre eux y soient parvenus[pas clair]. Mais plusieurs organisations parviennent à récupérer les travaux d'Umbrella et à les réutiliser, semant la terreur et le chaos dans le monde entier. Le BSAA est alors créé pour faire face à ces nouvelles menaces biologiques durant le reste de la série.
| Chronologie rapide |
| --- |
| Resident Evil Zero Resident Evil Resident Evil 2 et Resident Evil 3 Resident Evil: Code Veronica Resident Evil 4 Resident Evil: Revelations Resident Evil: Degeneration Resident Evil: Infinite Darkness Resident Evil 5 Resident Evil: Revelations 2 Resident Evil: Damnation Resident Evil 6 Resident Evil: Vendetta Resident Evil: Death Island Resident Evil 7: Biohazard Resident Evil Village |

### Special Tactics And Rescue Service
Dans la série, les STARS (Special Tactics And Rescue Service) est une unité spéciale de police. Fondée à New York en 1967 puis transposée à Raccoon City en 1972, elle sera impliquée dans les événements du 24 juillet 1998. Elle était formée de seulement deux équipes : Alpha et Bravo.

#### Équipe Alpha
- Albert Wesker (1960-2009) - Capitaine des STARS de Raccoon City et chef de l'équipe Alpha.
- Chris Redfield (1973-) - Tireur d'élite.
- Jill Valentine (1974-) - Spécialiste en logistique.
- Barry Burton (1960-) - Responsable de l'armurerie.
- Joseph Frost (1971-1998) - Spécialiste en transport.
- Brad Vickers (1963-1998) - Pilote d'hélicoptère.

#### Équipe Bravo
- Enrico Marini (1957-1998) - Bras-droit d'Albert Wesker et chef de l'équipe Bravo.
- Forest Speyer (1969-1998) - Tireur d'élite.
- Richard Aiken (1975-1998) - Spécialiste en communications.
- Kenneth J. Sullivan (1953-1998) - Spécialiste en chimie.
- Edward Dewey (1972-1998) - Pilote d'hélicoptère.
- Rebecca Chambers (1980-) - Infirmière et spécialiste en chimie
- Kevin Dooley (entre 1970 et 1980-1998) - Pilote d'hélicoptère, support du RPD.

## Liste des jeux composant la série
| 1996 | Resident Evil                             |
| 1997 |                                           |
| 1998 | Resident Evil 2                           |
| 1999 | Resident Evil 3: Nemesis                  |
| 2000 | Resident Evil Survivor                    |
| 2000 | Resident Evil: Code Veronica              |
| 2001 | Resident Evil: Survivor 2 - Code Veronica |
| 2001 | Resident Evil Gaiden                      |
| 2002 | Resident Evil (remake)                    |
| 2002 | Resident Evil Zero                        |
| 2003 | Resident Evil: Dead Aim                   |
| 2003 | Resident Evil Outbreak                    |
| 2004 | Resident Evil: Outbreak File 2            |
| 2005 | Resident Evil 4                           |
| 2006 | Resident Evil: Deadly Silence             |
| 2007 | Resident Evil: The Umbrella Chronicles    |
| 2008 |                                           |
| 2009 | Resident Evil 5                           |
| 2009 | Resident Evil: The Darkside Chronicles    |
| 2010 |                                           |
| 2011 | Resident Evil: The Mercenaries 3D         |
| 2012 | Resident Evil: Revelations                |
| 2012 | Resident Evil: Operation Raccoon City     |
| 2012 | Resident Evil 6                           |
| 2013 |                                           |
| 2014 |                                           |
| 2015 | Resident Evil: Revelations 2              |
| 2016 | Umbrella Corps                            |
| 2017 | Resident Evil 7: Biohazard                |
| 2018 |                                           |
| 2019 | Resident Evil 2 (remake)                  |
| 2020 | Resident Evil 3 (remake)                  |
| 2020 | Resident Evil: Resistance                 |
| 2021 | Resident Evil Village                     |
| 2022 | Resident Evil Re:Verse                    |
| 2023 | Resident Evil 4 (remake)                  |

### Chronologie
Ci-dessous est indiqué l'ordre chronologique dans lequel se déroulent les événements de la série Resident Evil au gré des différents jeux, chapitres de jeux, films d'animation ou bandes dessinées. Les supports retenus sont ceux dont la canonicité est formellement établie par Capcom (bien que certains titres restent débattus quant à leur degré de canonicité).
Il est à noter qu'il n'est pas nécessairement recommandé de suivre l'ordre chronologique indiqué: En effet certains opus de la série peuvent révéler des secrets et des intrigues scénaristiques d'épisodes qui leur succèdent chronologiquement car ayant été développés et réalisés après la parution de ces derniers.
Année 1998
- Resident Evil Zero (Nuit du 23 au 24 juillet)
- Resident Evil: The Umbrella Chronicles - Beginnings (24 juillet avant l'aube)
- Resident Evil: The Umbrella Chronicles - Nightmare (Nuit du 24 juillet)
- Resident Evil (Nuit du 24 au 25 juillet)
- Resident Evil: The Umbrella Chronicles - Rebirth (25 juillet avant l'aube)
- Resident Evil: Operation Raccoon City (24 septembre au 1er octobre avant l'aube)
- Resident Evil: Outbreak / Resident Evil: Outbreak File 2 (De la nuit du 24 septembre au 1er octobre à l'aube)
- Resident Evil 3: Nemesis (Nuit du 28 au 29 septembre puis de la nuit du 30 septembre au 1er octobre)
- Resident Evil 2 (Nuit du 29 au 30 septembre)
- Resident Evil 2 - The 4th Survivor (30 septembre avant l'aube)
- Resident Evil: The Umbrella Chronicles - Death's Door (1er octobre avant l'aube)
- Resident Evil Survivor (Courant novembre)
- Resident Evil CODE: Veronica X (Du 27 au 28 décembre)

Année 2002
- Resident Evil: The Darkside Chronicles - Operation Javier (Courant de l'été)
- Resident Evil Dead Aim (Courant septembre)

Année 2003
- Resident Evil: The Umbrella Chronicles - Umbrella's End / - Dark Legacy (Courant février)

Année 2004
- Resident Evil 4 (Courant de l'automne)
- Resident Evil 4 - Assignment Ada (Courant de l'automne)
- Resident Evil 4 - Separate Ways (Courant de l'automne)

Année 2005
- Resident Evil: Revelations (Courant de l'hiver/printemps)
- Resident Evil: Degeneration (Courant novembre)

Année 2006
- Resident Evil: Infinite Darkness (Courant de l'année non précisé)
- Resident Evil 5 - Lost in Nightmares (Courant août)

Année 2009
- Resident Evil 5 (Courant mars)
- Resident Evil 5 - Desperate Escape (Courant mars)

Année 2011
- Resident Evil: Revelations 2 (Courant de l'année non précisé)
- Resident Evil: Damnation (Courant de l'année non précisé)

Année 2012
- Resident Evil: Marhawa Desire (Début de l'année)

Année 2013
- Umbrella Corps (Du 12 mars 2012 au 2 janvier 2013)
- Resident Evil 6 (Du 24 décembre 2012 au 1er juillet 2013)

Année 2014
- Resident Evil: Heavenly Island (Courant de l'année non précisé)
- Resident Evil: Vendetta (Courant de l'année non précisé)
- Resident Evil 7: Biohazard - Daughters (10 octobre)

Année 2015
- Resident Evil: Death Island (Courant de l'année non précisé)

Année 2017
- Resident Evil 7: Biohazard - Kitchen / - Bedroom / - Nightmare / - 21 (Du 1er au 3 juin)
- Resident Evil 7: Biohazard - Beginning Hour (entre fin juin et début juillet)
- Resident Evil 7: Biohazard (Du 19 au 20 juillet)
- Resident Evil 7: Biohazard - Not a Hero (20 juillet)
- Resident Evil 7: Biohazard - End of Zoe  (Courant août)

Année 2020
- Resident Evil Village : 3 ans après les événements de Resident Evil 7

Année 2036
- Resident Evil Village - Shadow of Rose

### Les compilations
- 2001 : Biohazard 5th Anniversary Special Package: Nightmare Returns Edition limité à 10 000 exemplaires.
- 2003 : Biohazard Collector's Box sur GameCube comprenant les 5 premiers jeux de la série et un DVD bonus Wesker Report File I et II[3].
- 2004 : Biohazard Double Features Box Edition comprenant Resident Evil et Resident Evil Zero sur GameCube.
- 2007 : Resident Evil: The Essentials Box sur PS2.
- 2011 : Biohazard Revival Selection est une compilation regroupant Resident Evil 4 et Resident Evil: Code Veronica en haute définition disponible uniquement au Japon[4].
- 2011 : Biohazard 15th Anniversary Box sur PS3 comprenant les 3 premiers jeux vidéo PS1, la compilation Biohazard Revival Selection ainsi que les bandes originales de RE: Code Veronica et RE 4[5].
- 2016 : Resident Evil Origins Collection sur PS4, Xbox One et PC comprenant les versions HD de Resident Evil et Resident Evil Zero.

## Origine du titre
Biohazard, signifiant « Danger biologique », est né de la volonté de Shinji Mikami, un game designer de chez Capcom, à rechercher un titre court et marquant les esprits. Ce fut un membre de l'équipe décor qui le proposa. Pour une question de droit, ce titre ne put être accepté aux États-Unis. En effet, le groupe de musique Biohazard s'était déjà approprié le nom à l'époque. La société japonaise Capcom chercha donc un nouveau nom avec la volonté de créer un titre qui serait encore plus explicite pour le consommateur occidental. Le premier opus se passant dans un manoir, le jeu fut nommé Resident (littéralement résident) et ils eurent l'idée de le lier au mot Evil (mal). Le droit sur Biohazard n'était pas déposé en Europe mais Capcom, tenant son titre fétiche, décida de ne plus le changer.

## Inspirations
La série Resident Evil est inspirée de Sweet Home, un jeu basé sur le film d'horreur japonais Suito homu (スイトホム, Sweet Home). Sweet Home a été édité par Capcom dans les années 1980 seulement au Japon pour la console Famicom. Beaucoup d'éléments ont été réutilisés comme l'arrangement du manoir, les phases de résolution de casse-tête, et même l'écran de chargement. Shinji Mikami, responsable de plusieurs titres de Resident Evil, confirme d'ailleurs ces faits.
La plupart des jeux de la série est présentée avec une perspective objective (l'avatar contrôlé apparaît à l'écran), montrant le personnage généralement en utilisant une vue en légère plongée. Cela n'est pas sans rappeler le jeu vidéo Alone in the Dark sorti en 1992, souvent cité comme le premier jeu vidéo du genre survival horror. Le moteur graphique utilisé dès le premier épisode de Resident Evil (mélange 2D/3D avec décors pré-calculés et protagonistes/ennemis en 3D) est totalement identique dans le principe à celui inventé par les concepteurs d'Alone in the Dark. En outre, de nombreuses autres analogies existent entre les deux jeux (l'enfermement dans un manoir, les zombies, le monstre de la porte d'entrée, le système de clés, les mini-puzzles…).
L'ambiance générale rappelle le film La Nuit des morts-vivants de George Romero sorti en 1969, qui partage quelques points communs d'intrigue, comme une ville où une grande partie des habitants se réveillent transformés en zombies. La plupart des angles de caméra du premier Resident Evil sont les mêmes que ceux du remake de la Nuit des morts-vivants réalisé par Tom Savini en 1990.
Les critiques ont souligné le fait que l'opus Resident Evil 4 est « un hommage vibrant aux plus grands moments des jeux d'action/aventure et aux meilleurs passages du cinéma d'action » tel Le Seigneur des Anneaux, Massacre à la tronçonneuse, Le monstre du Lac, Alien, L'Invasion des profanateurs (film), House of the Dead, Shenmue, Metal Gear Solid etc,.
Shinji Mikami a également confié qu'il s'était inspiré de Alfred Hitchcock, et surtout de Psychose, principalement pour Code Veronica.

## Ventes totales
Ventes cumulées des différentes éditions ayant dépassé un million de ventes, classées par ordre décroissant (chiffres arrêtés au 31 décembre 2024)
| Année | Titre                                  | Unités vendues (en millions) |
| ----- | -------------------------------------- | ---------------------------- |
| 2009  | Resident Evil 5                        | 15,3                         |
| 2019  | Resident Evil 2 (remake)               | 15                           |
| 2017  | Resident Evil 7: Biohazard             | 14,4                         |
| 2012  | Resident Evil 6                        | 14,3                         |
| 2005  | Resident Evil 4 (original)             | 13,6                         |
| 2021  | Resident Evil Village                  | 10,9                         |
| 2020  | Resident Evil 3 (remake)               | 9,6                          |
| 2023  | Resident Evil 4 (remake)               | 9,2                          |
| 2002  | Resident Evil (remake)                 | 5,95                         |
| 2002  | Resident Evil Zero                     | 5,75                         |
| 2012  | Resident Evil: Revelations             | 5,5                          |
| 2015  | Resident Evil: Revelations 2           | 5,2                          |
| 1996  | Resident Evil (original)               | 5,08                         |
| 1998  | Resident Evil 2 (original)             | 4,96                         |
| 1999  | Resident Evil 3: Nemesis               | 3,5                          |
| 2012  | Resident Evil: Operation Raccoon City  | 2,7                          |
| 2000  | Resident Evil: Code Veronica           | 2,54                         |
| 2003  | Resident Evil Outbreak                 | 1,45                         |
| 2007  | Resident Evil: The Umbrella Chronicles | 1,3                          |

## Adaptations

### Films d'animation
- 2000 : Biohazard 4D Executer
- 2008 : Resident Evil: Degeneration, de Makoto Kamiya
- 2012 : Resident Evil: Damnation de Makoto Kamiya
- 2017 : Resident Evil: Vendetta de Takanori Tsujimoto
- 2023 : Resident Evil: Death Island d'Eiichirō Hasumi

### Films utilisant la licenceResident Evil
Une série de six films utilisant des éléments de l'univers des jeux a été réalisée avec comme actrice principale Milla Jovovich.
Les films s’inspirent partiellement des jeux et n'utilisent pas la même trame scénaristique que la série vidéoludique. La série de films met en scène Alice, une ancienne employée du service de sécurité de Umbrella Corporation qui se réveille amnésique dans un manoir, après avoir eu la mémoire effacée pour avoir tenté de se rebeller. Par la suite, elle découvrira la vérité et se lancera dans une quête pour se venger et détruire Umbrella.
Certains personnages, comme Claire Redfield ou Jill Valentine, jouent des rôles plus ou moins importants dans certains films. En général, leurs personnalités sont assez éloignées de celles des jeux mais parfois, leurs costumes correspondent. Malgré ces différences, les films reprennent le bestiaire de créatures, et il arrive que certaines trames s’inspirent des jeux comme le contrôle de Jill Valentine par l'ennemi, tiré de Resident Evil 5.
Un reboot, intitulé Resident Evil : Bienvenue à Raccoon City, est sorti en 2021.
Avant la première série de films de Paul W. S. Anderson, le réalisateur George A. Romero était attaché à l'adaptation au cinéma du jeu original. Un projet qui a été rejeté par Sony Pictures. En 2023, le documentaire George A. Romero’s Resident Evil revient sur les travaux du réalisateur sur le long-métrage.
| Année | Titre                                             | Réalisateur(s)     |
| ----- | ------------------------------------------------- | ------------------ |
| 2002  | Resident Evil                                     | Paul W.S. Anderson |
| 2004  | Resident Evil: Apocalypse                         | Alexander Witt     |
| 2007  | Resident Evil: Extinction                         | Russell Mulcahy    |
| 2010  | Resident Evil: Afterlife                          | Paul W.S. Anderson |
| 2012  | Resident Evil: Retribution                        | Paul W.S. Anderson |
| 2017  | Resident Evil : Chapitre final                    | Paul W.S. Anderson |
| 2021  | Resident Evil : Bienvenue à Raccoon City (reboot) | Johannes Roberts   |

### Série d'animation
Une série intitulée Resident Evil: Infinite Darkness est sortie sur Netflix en juillet 2021 pour coïncider avec les 25 ans de la série.

### Série télévisée
Une série télévisée en prise de vues réelles a été réalisée en 2022 sur Netflix. Bien qu'elle se déroule dans sa propre chronologie, la série prend en compte les événements des jeux, du premier à Resident Evil Village, et s'en sert comme base dans les huit épisodes. Elle se déroule sur deux temporalités et suit principalement Billie et Jade Wesker, les deux filles adoptives d'Albert Wesker, nées dans d'étranges circonstances.

### Adaptations littéraires
Thomas Day a écrit des nouvelles tirées de l'univers du jeu vidéo. S. D. Perry a écrit les romans du jeu vidéo. Elle y fait notamment apparaître un personnage inédit, M. Trent.

#### Romans
Les romans ont été publiés par les éditions Fleuve noir, dans la collection Resident Evil de 2002 à 2004. Les éditions Milady les ont réédités de 2014 à 2016.
1. La Conspiration d'Umbrella, 2002 (Umbrella Conspiracy, 1998) par S. D. Perry
2. La Crique de Caliban, 2002 (Caliban Cove, 1998) par S. D. Perry
3. La Cité des morts, 2002 (City of the Dead, 1999) par S. D. Perry
4. Aux portes de l'enfer, 2003 (Underworld, 1999) par S. D. Perry
5. Nemesis, 2003 (Nemesis, 2000) par S. D. Perry
6. Code Veronica, 2003 (Code : Veronica, 2001) par S. D. Perry
7. Zero Hour, 2004 (Zero Hour, 2004) par S. D. Perry

#### Art Book
- 2005 : Resident Evil Archives: Umbrella's Virus Uncovered (par Bradygames)
- 2011 : Resident Evil Archives: II (par Bradygames)

#### Novelisations
1. Resident Evil (2002), par Thomas Day, publié par les éditions Denoël dans la collection Lunes d'encre #31
2. Genesis (2005), par Keith R. A Decandido (Genesis, 2004)
3. Resident Evil : Apocalypse (2004), par Keith R. A. Decandido, publié par Fleuve noir dans la collection Cinéma
4. Resident Evil : Extinction (septembre 2007), par Keith R. A. Decandido, publié par Fleuve noir dans la collection Cinéma

#### Mangas
- 2012 - 2013 : Resident Evil: Marhawa Desire
- 2015 - 2017 : Resident Evil: Heavenly Island

### Autres séries
- Alone in the Dark d'Infogrames, débutée en 1992.
- Dino Crisis, également de Capcom, débutée en 1999.
- Silent Hill de Konami, également débutée en 1999.
- Dead Space de Visceral Games, débutée en 2008.